# Alcance auditivo

Gráfico logarítmico das faixas auditivas de alguns animais

Alcance auditivo descreve a faixa de frequência que pode ser ouvida por humanos ou outros animais, embora também possa se referir à faixa de níveis. A faixa humana é comumente dada como 20 a 20.000 Hz, embora haja variação considerável entre os indivíduos, especialmente em frequências altas, e uma perda gradual de sensibilidade para frequências mais altas com a idade é considerada normal. A sensibilidade também varia com a frequência, conforme mostrado pelos contornos de volume igual .Um exame de rotina para perda auditiva geralmente envolve um audiograma que mostra níveis de limiar relativos ao normal.
Várias espécies animais podem ouvir frequências muito além da faixa auditiva humana. Alguns golfinhos e morcegos, por exemplo, podem ouvir frequências superiores a 100 kHz. Os elefantes podem ouvir sons entre 16 Hz e 12 Hz kHz, enquanto algumas baleias podem ouvir sons infrassônicos tão baixos quanto 7 Hz.
Os pelos nas células ciliadas, os estereocílios, variam em altura de 1 µm, para detecção auditiva de frequências muito altas, a 50 µm ou mais em alguns sistemas vestibulares.
Uma medida básica da audição é fornecida por um audiograma, um gráfico do limiar absoluto de audição (nível sonoro mínimo discernível) em várias frequências ao longo da faixa auditiva nominal de um organismo. Os testes fisiológicos não exigem que o paciente responda conscientemente. 